# 대한제국 중추원 의장
중추원 의장(中樞院 議長, Speaker of National Assembly)은 대한제국의 입법부인 중추원의 장이다. 중추원 의장은 조선의 대군주 또는 대한제국의 황제가 지명하거나, 중추원 의원 재적 의원 과반수의 득표로 선출된다.

## 역대 의장
- 김병시(金炳始) 1894년 11월 21일 ~
- 정범조(鄭範朝) 1895년 4월 1일 ~ 1895년 5월 3일
- 임시대리 김영수(金永壽) 1895년 5월 4일 ~ 1895년 5월 26일
- 김홍집(金弘集) 1895년 5월 27일 ~ 1895년 7월 4일
- 어윤중(魚允中) 1895년 7월 5일 ~
- 이호준(李鎬俊) ~ 1897년 10월 19일
- 박정양(朴定陽) 1897년 11월 ~
- 임시대리 신기선(申箕善) 1898년 6월 7일
- 임시대리 윤시병 1898년 12월 22일 ~
- 임시대리 이교석(李敎奭) 1899년 1월 ~
- 이하영(李夏榮) 1898년 2월 ~
- 임시대리 홍종억(洪鍾檍) 1899년 3월 15일
- 정낙용(鄭洛鎔) ~ 1900년 3월 15일
- 임상준(任商準) 1900년 3월 16일 ~ 1900년 3월 21일
- 신기선(申箕善) 1900년 4월 ~ 1900년 10월
- 김가진(金嘉鎭) 1900년 10월 ~
- 조병세(趙秉世) 1902년 11월 19일 ~ 1902년 12월 17일
- 심상훈(沈相薰) : 1905년
- 민종묵(閔種默) : 1905년
- 한규설(韓圭卨) : 1906년
- 김윤식 : 1909년 12월

## 역대 부의장

### 역대 좌부의장
- 조병세(趙秉世) 1894년 11월 21일 ~ 1895년 3월 31일

### 역대 우부의장
- 정범조(鄭範朝) 1894년 11월 21일 ~ 1895년 3월 31일

### 역대 부의장
- 김영수(金永壽) 1895년 4월 1일 ~
- 어윤중(魚允中) 1895년 5월 27일 ~ 1895년 7월 4일
- 신기선(申箕善) 1895년 7월 5일 ~
- 신기선(申箕善)   ~ 1898년 4월 16일
- 신기선(申箕善) 1908년 4월 20일 ~ 1908년

## 같이 보기
| - 의회 - 선거 - 대한제국 중추원 - 박정양 - 윤치호 - 서재필 - 유길준 - 김홍집 - 김윤식 | - 독립협회 - 만민공동회 - 참정권 - 투표 - 이시영 - 이승만 - 대한민국 임시 의정원 |